# Абарай Ренджи
Абарай Ренджи (на японски: 阿散井 恋次) е измислен герой от мангата Bleach, създадена е от Тиде Кубо. Ренджи е един от основните герои в анимацията. Той е лейтенант от шести отряд на Готей 13, с командир Кучики Бякуя.